# Ellen Hamlin
Ellen Vesta Emery Hamlin (14 de septiembre de 1835 - 1 de febrero de 1925) fue la segunda esposa del vicepresidente Hannibal Hamlin, lo que la hizo segunda dama de los Estados Unidos entre 1861 a 1864. Se casaron un año después del fallecimiento de Sarah Jane Emery en 1855 quien también era su media hermana. Tuvo dos hijos con Hannibal Hamlin. Hannibal Emery quien se hizo general de Maine y Frank. Hamlin también tuvo cuatro hijos de su primer matrimonio: George Hamlin, Charles Hamlin, Cyrus Hamlin y Sarah Hamlin Batchelder.